# Potentilla townsendii
Potentilla townsendii är en rosväxtart som beskrevs av Per Axel Rydberg. Potentilla townsendii ingår i Fingerörtssläktet som ingår i familjen rosväxter. Inga underarter finns listade i Catalogue of Life.